# Ophiocentrus aspera
Ophiocentrus aspera är en ormstjärneart som först beskrevs av Jean Baptiste François René Koehler 1905.  Ophiocentrus aspera ingår i släktet Ophiocentrus och familjen trådormstjärnor.
Artens utbredningsområde är Madagaskar. Inga underarter finns listade i Catalogue of Life.